# ビー・バップ・ハイスクール 高校与太郎音頭
『ビー・バップ・ハイスクール 高校与太郎音頭』は、漫画『ビー・バップ・ハイスクール』を原作とした1988年8月6日公開の日本映画。きうちかずひろの人気コミックの実写映画版シリーズ第5弾。

## ストーリー
ヒロシ（清水宏次朗）がケンカで検挙され地元警察署に拘留の身となる。そんな折、相方不在で刺激に欠ける日々を送っていたトオル（仲村トオル）は、北高二年の男子生徒とイザコザを起こす。北高の番長・前川新吾（小沢仁志）とは友人関係にあるため、事を構える気はなかったトオルだが、北高の工藤（殺陣剛太）を中心とする一派は、立花商業と愛徳の一部まで抱き込み、末端の争いを火種に北高と愛徳の全面戦争へ発展させようと企んでいた。工藤の狙いは、混乱に乗じて前川を排除し、自らが北高のトップに立つことにあった。トオルと前川は、事態が悪化する前になんとか手打ちにしようと画策するが、舎弟分の均太郎（上野隆彦）たちが工藤の策に嵌るなどして抗争は避けられないものとなる。やがてトオルと前川がタイマンを張ることとなったが、前川の排除を目論む工藤一派も割って入り大乱闘となる。この乱闘には城東工業を退学になった柴田（小椋正）と西（永田博康）も含まれ、2人は当初工藤側に交じっていたが、工藤のあまりのガキっぽい考えに呆れ果て、遂には工藤を見限りトオル側に付く事となった。トオルは工藤を倒し、前川もトオルの勝ちを認め、両者は和解するのだった。
原作収録エピソード
9〜10巻参考
- 1 高校与太郎交響曲(9巻)
- 2 突発性恋愛禁断症状(6巻)
- 3 必殺猛勉請負人(10巻)
- 4 和尚番長辻説法(10巻)

## 備考
- 本作ではヒロシ役の清水宏次朗が不在でトオル役の仲村トオルが単独主演となっている。本格的に歌手活動を行っていた清水のコンサートツアーと映画の撮影スケジュールがバッティングしてしまったため、ヒロシは傷害事件を起こして所轄の警察署に留置中という設定となった。
脚本家の那須真知子によれば、当初はヒロシが抽選で当てた香港旅行で不在の間に事件が起こるという展開を構想しており、最後にマカオのカジノで大負けし、イカダに乗って日本に向かう設定を考えていたが、さすがに無理のあるシチュエーションのため断念したという。

- 1作目から前作『高校与太郎狂騒曲』まで立花商業の番長で菊永(菊リン)を演じた石井博泰は、本作で坊主頭になるシーンがあることを拒否して降板したという言説が流布していたが、実際はイベント出演のギャランティに不満を吐露したことで出演者全員がノーギャラとされ、他の非役者系出演者たちからクレームを入れられて東映に降板させられたのが真相だった。このことは2021年になってYouTubeの小沢仁志のチャンネルで明らかにされた。そのため本作から二代目菊永として高橋秀治が抜擢されて次作『完結篇』まで演じた。
当時、高橋は石井と同じ事務所に所属するも面識はなく(石井は高橋より2つ上)、石井が本作の出演を辞退すると社長から聞かされ、言われるがままにオーディションを受けに行き採用された。
作中で「頭をまるめる」ことを知らされておらず、坊主頭になる事に抵抗はあったもののとても断れる雰囲気ではなく、高橋の母親は坊主頭になった高橋を見て驚愕したという。
紙工場で監禁されているシーンでは特殊メイクで顔を膨らませるのにメイクだけでも3時間以上かかり、ラバーの下に隠れた眉毛を1本1本植毛したり、コンプレッサーで空気を入れ、それを逆モーションで撮って、顔がパンパンに膨れた状態から、萎んで元の顔に戻る手順を逆再生して撮る大掛かりな撮影となった。

- 立花商業のNo.2である郷ミノル役を演じた土岐光明は、愛徳一家の助っ人となって北高一派に襲撃するシーンの撮影時、ワイヤーワークでターザンのように飛んでいく予定だったが、ワイヤーが突然絡んだためその反動で全身を地面に叩きつけられ両足を捻挫。その後の撮影はテーピングでやり過ごしたが、その二日後に土岐の結婚式があり、式場には車椅子での晴れ姿となってしまった。
本作では土岐の妹(土岐洋子)が大地康雄演じる蟹江先生に「先生ーっ！　今日もサボってるけど、それは中間くんにも当てはまるんですよね！」とキレる女生徒(美智子)役で出演している。

- 前作『狂騒曲』で敵役を演じた城東の退学組・柴田(演：小椋正)と西(演：永田博康)もクランクアップ後、撮影が終わったことに一抹の寂しさを感じていたが、後日、那須監督から「5作目(本作)も出てくれ」とオファーを受けた。本人たちは小沢仁志や土岐光明のように役柄を変えての出演と思っていたが、実際は引き続き同じ役柄だった。当時はファンの若年女性から悪役という理由で憎まれており、「また憎まれ役か」と辟易したものの、脚本家の那須真知子からは「今度は仲間になるのよ」と言われ驚いたという。舞台挨拶の時も今までの悲鳴の「キャー」から、今度は黄色い声援の「キャー」に変わったことで楽しくなったと語っている。

- 本作で北高の工藤を演じた殺陣剛太は劇団「大阪バトルロイヤル」出身で(本作と完結篇では多数の劇団員が出演している)、本公演の時に小沢仁志が観に来ており、小沢と仲良くなった縁で小沢が那須監督に当劇団の事を紹介してくれて、那須監督も「バトル」の公演を観に来てくれたことがきっかけで本作のオーディションにつながった。(注)工藤の相棒である渡辺(ナベ)役の朝日丸犬千代も同劇団員である。
オーディションでは特技としてカンツォーネ「オーソレミーヨ」を披露して驚かれ、『完結篇』で挿入歌の「ケンカ円舞曲」を歌わせてもらったのも、これが縁ではないかと思っている。

- 本作から五中の鬼姫こと如月翔子(三代目)を演じた立花理佐は当初は本作の主題歌を歌うオファーであったがその後に翔子役としてのオファーがあり、当時は映画やドラマに出演していたものの、歌以外の活動に興味がなく(撮影現場で叱られた経験もあって)抵抗があったが撮影ではそれまでのロングヘアーをバッサリ切り、原作のイメージに近い翔子像を体当たりで好演した。撮影中は出演者のみんなも親切で楽しかったと語っている。

- バス喫茶「源次丸」のマスターを演じた泉谷しげるだが、当初は菅原文太をキャスティングに想定していたが実現せず、原作者のきうちかずひろがイメージもピッタリな泉谷を推挙したところ、スタッフの誰もが大絶賛し、那須監督も泉谷と交流を持っていた事からすんなり決定した。[2]

## キャスト

### 愛徳高校
- 中間徹（2年F組） - 仲村トオル
- 三原山順子（3年） - 宮崎萬純
- 兼子信雄（2年F組） - 古川勉
- 横浜銀一（2年F組） - 八巻保幸
- 赤城山忠治（2年F組） - 小林啓志
- 大前均太郎（1年） - 上野隆彦
- 黒田晋平（シンペー、1年） - 岡田東二
- 川端純（ジュン、1年） - 日下登
- 城戸健二（ケン坊、3年） - 前田裕二郎
- 美智子 - 土岐洋子
- 山本先生 - 草薙幸二郎
- 遠藤先生 - ガッツ石松
- 蟹江先生（数学教師） - 大地康雄
- 校長先生 - 梅宮辰夫

### 北高校
- 前川新吾（3年） - 小沢仁志
- 矢内（3年） - 西守正樹
- 工藤（2年） - 殺陣剛太
- ナベ（2年） - 朝日丸犬千代
- 恵美（2年） - 長田美穂
- 早苗（2年） - 白島靖代
- サダ（2年） - 関根慎一
- イサム（2年） - 松井哲也
- カク（1年） - 篠原壮明

### 立花商業高校
- 菊永淳一（3年） - 高橋秀治
- 郷ミノル（3年） - 土岐光明
- 島田（1年） - 戸井田旬一郎

### 元城東工業高校
- 柴田 - 小椋正
- 西 - 永田博康

### 第五中学
- 如月翔子（五中の鬼姫） - 立花理佐

### その他
- 旭警察署 少年課刑事 鬼島 - 地井武男
- シンゴと一緒に来た子連れの主婦 - 春やすこ
- 食堂のおやじ - 榎木兵衛
- パチンコ屋のおやじ - 三谷昇
- バス喫茶のおやじ・源次 - 泉谷しげる
- 鬼島の上司 - くず哲也
- デパート屋上ステージのバンド - A-JARI

## スタッフ
- 監督 - 那須博之
- 企画 - 黒澤満
- プロデューサー - 紫垣達郎
- 原作 - きうちかずひろ（講談社刊）
- 脚本 - 那須真知子
- 撮影 - 森勝
- 照明 - 野口素胖
- 録音 - 橋本文雄
- 美術 - 金田克美
- 編集 - 山田真司
- キャスティング - 飯塚滋
- 助監督 - 祭主恭嗣
- 製作担当 - 望月政雄、鎌田賢一
- 音楽 - 埜邑紀見男
- 音楽プロデューサー - 高桑忠男、天翔陽子
- 主題歌
  - BE-BOP社中「高校与太郎音頭」
  - BE-BOP社中「BE-BOP音頭」
  - 都志見隆「For Our Justice」
  - 立花理佐「リサの妖精伝説 ―BE-BOP-HIGHSCHOOL―」（東芝EMI）
  - A-JARI「さよならの後で」（東芝EMI）
- 助監督 - 中嶋竹彦、鈴木宏志、蝶野博
- 選曲 - 細井正次
- 音響効果 - 伊藤進一（東洋音響効果グループ）
- リーレコ - 杉本潤
- ネガ編集 - 堀口正則
- 記録：鈴木さとみ
- 装飾：山田好男、蘒原勲、八幡鯉明、飯沼明宏
- 装置 - 斉藤和弘
- 特機：城田幸夫、奥田悟
- 技闘 - 臼木基晴、帯金伸行（倉田アクションクラブ）
- 操演 - 白熊栄次（サプライズ）
- カースタント - TA・KA
- 火薬効果：坂本佐幸（大平火薬）
- メイク：杵渕陽子、博田佳子
- 特殊メイク - 原口智生
- 衣裳：越智雅之
- 演技事務：河合啓一製作進行：氏家英樹、大澤茂樹
- 美術：にっかつ美術センター
- 録音：にっかつスタジオセンター
- 衣裳：第一衣裳器材：
- 器材 - 日本映機
- 特機 - NK特機
- 車輛：スキルワーク
- 現像 - 東映化学
- 衣装協力：YAHVAN D.C. / PAO / ゼンモール
- 製作協力 - セントラル・アーツ

## ロケ地
- 東静岡操車場(現・静岡貨物駅)
- 静岡駅前ゴールデン地下街(現・紺屋町名店街)
- 静岡鉄道長沼駅(隣接する車両工場と車庫で撮影された)
- 愛知県常滑市(泉谷しげる、柴田と西が登場するシーンなど)
- 愛知県知多郡南知多町篠島(柴田と西が味方になるシーンなど)
- 神奈川県立横浜立野高等学校
- 高崎市BIBI高崎跡地(北高との最終決戦の舞台)

## 作品の評価

### 興行成績
前作より5億円も減らす結果となったが、併映の『菩提樹 リンデンバウム』が悪評の雨あられを浴び、『菩提樹 リンデンバウム』の脚本を担当した桂千穂は「荒井晴彦から桂さんのホンが酷いせいで、『ビー・バップ』の足を引っ張った」と言われたという。

## 同時上映
『菩提樹 リンデンバウム』
- 監督 - 山口和彦
- 主演 - 南野陽子
- 出演 - 神田正輝、竹本孝之、柳沢慎吾、比企理恵、松原千明、神山繁